# Das Sklavenschiff
The Slave Ship (deutsch: Das Sklavenschiff), Originaltitel Slavers Throwing overboard the Dead and Dying – Typhon coming on (Sklavenhändler werfen Tote und Sterbende über Bord – ein Taifun zieht auf), ist ein Gemälde des romantischen englischen Malers William Turner aus dem Jahre 1840. Es zeigt vor einem aufziehenden Sturm ein Segelschiff, von dem sterbende und tote Sklaven über Bord geworfen werden. Heute hängt das Bild im Museum of Fine Arts, Boston.

## Bildinhalt und Provenienz
Ausgeführt ist Turners Werk in der Technik Öl auf Leinwand und hat das Querformat 91 × 123 cm. Bei dem Bild handelt es sich um eine maritime Malerei, ein sogenanntes Seestück. Es zeigt im Hintergrund der Komposition einen Sonnenuntergang mit dramatischer Wolkenformation, die einen stärker werdenden Sturm ankündigt. Links davon treibt ein dreimastiges Segelschiff in einer aufgewühlten See, wahrscheinlich ein Schoner, der nur noch ein Stagsegel gesetzt hat. Es ist ein Sklavenschiff, das in einen Sturm geraten ist und nun versucht, aus der Situation herauszukommen. Die Mannschaft hat bereits tote und sterbende Menschen, die immer noch an den Füßen gefesselt sind, über Bord geworfen. Im Vordergrund des Gemäldes erkennt man im Wasser treibende menschliche Körper, zu denen bereits verschiedene Meerestiere in teilweise fantasievoller Darstellung und Vögel stoßen, um die Körper zu fressen. Deutlich zu erkennen sind die schwarzen Fußfesseln der an der Oberfläche treibenden Leichen. Am rechten Bildrand kommen zwei monströs große Wesen, durchaus als Seeungeheuer aufzufassen, herangeschwommen.
Den Mittelpunkt des Bildes bildet die von den Wolkenfetzen umrandete untergehende Sonne, die gleichzeitig als Lichtquelle für die dramatische Beleuchtung sorgt. Die Gliedmaßen der im Wasser treibenden Körper deuten vom Vordergrund des Bildes aus auf das Schiff. Um die Aufmerksamkeit des Betrachters auf die im Wasser treibenden Sklaven zu lenken, hat Turner deren Fußfesseln, in der Literatur als Ketten bezeichnet, besonders kontrastreich dargestellt. Eine Horizontlinie, die den Ozean vom Himmel trennt, ist nicht deutlich erkennbar. Die Grenze verschwimmt, weil Himmel und Meer voller Bewegung sind. Die Farben Rot, Orange und Gelb verdeutlichen in diesem Bild das Leiden und erinnern fast an ein Feuer. Während Turner sie in der Bildmitte gesättigt und leuchtend mit kräftigen Pinselstrichen aufgetragen hat, erscheinen sie in den Ecken der Bildfläche eher matt; auch so soll der Blick auf die Mitte des Bildes zu dem Schiff und der Sonne gelenkt werden.
Die Farbigkeit des Bildes erstreckt sich von einem reinen Weiß über ein ansonsten das Ganze dominierendes Zinnober, mit einem Smaragdgrün und Purpur, die der Künstler pastos und teilweise mit einem Malmesser aufgespachtelt hat (aus der Beschreibung des Bildes von William Makepeace Thackeray von 1840).
Provenienz: Turner übergab das Werk an den Händler Thomas Griffith, dieser verkaufte es im Dezember 1843 an John James Ruskin in London. Am 15. April 1869 wurde es bei „Christie’s“ angeboten, fand dort jedoch keinen Käufer. 1872 wurde es von John Taylor Johnston in New York erworben, der das Gemälde im Dezember 1876 über die „American Art Association“ an Alice Sturgis Hooper in Boston weiterverkaufte. Es ging in den Besitz ihres Neffen William Sturgis Hooper Lothrop über und wurde am 24. Februar 1899 von diesem schließlich für 65.000 US$ (heute ca. 2.190.000 Dollar) an das Museum of Fine Arts verkauft.

## Geschichtlicher Hintergrund
Turners Gemälde liegt ein tatsächliches Ereignis aus dem Jahr 1781 zugrunde, als auf Anweisung des Kapitäns Collingwood auf dem britischen Sklavenschiff „Zong“ 133 Sklaven über Bord geworfen wurden, um von der Versicherung Geld (rund 30 Pfund pro Sklave) für den „Warenverlust“ auf See einzustreichen. Turner kritisierte mit dieser Gemäldedarstellung eine im englischen Empire zu dieser Zeit weitverbreitete Haltung zur Sklaverei.
Turner stellte The Slave Ship 1840 mit einem Auszug aus seinem unvollendeten Gedicht Fallacies of Hope in der Londoner Royal Academy aus. Darin heißt es:
| Originaltextauszug | Freie Übersetzung |
| --- | --- |
| “Aloft all hands, strike the top-masts and belay; Yon angry setting sun and fierce-edged clouds Declare the Typhon’s coming. Before it sweeps your decks, throw overboard The dead and dying – ne’er heed their chains Hope, Hope, fallacious Hope! Where is thy market now?” | „Hebt die Hände, kappt die Masten und sichert sie; Eine wütend versinkende Sonne und sturmgeformte Wolken Verkünden den kommenden Taifun. Bevor er euer Deck überschwemmt, werft sie über Bord, Die Toten und Sterbenden – achtet nicht auf ihre Ketten. Hoffen, Hoffen, welch trügerische Hoffnung! Wo ist euer Marktplatz nun?“ |

## Rezensionen und Interpretation
Schon in der ersten Ausstellung des Bildes 1840 in der Royal Academy of Arts, anlässlich eines Kongresses gegen die Sklaverei, erhielt es große Aufmerksamkeit. Sowohl der Schriftsteller, Maler und Sozialphilosoph John Ruskin, dem das Bild eine Zeit lang gehörte, als auch der Dichter William Makepeace Thackeray erkannten das revolutionäre und ekstatische Element in Turners Malweise, die in diesem Bild mit seiner einzigartigen Farbgebung die höchste Vollendung erfährt.
Ruskin lobte die (für jene Zeit) genaue Naturbeobachtung und bezeichnete das Werk als Turners wichtigstes Seestück. Für ihn galt: “If I were reduced to rest Turner’s immortality upon any single work, I should choose this” („Wenn ich Turners Unsterblichkeit an einem einzigen Werk festmachen müsste, würde ich dieses wählen.“). Er bewunderte die intensive Erfassung des Wesentlichen, und sieht darin ein künstlerisches Urbild des Meeres. Die dominierende Farbe Rot ist für ihn ein Sinnbild des Blutes, aber nicht nur des Lebens, sondern auch der Zerstörung.
Thackeray beschreibt die Maltechnik – den Auftrag der Farben mittels Malmesser, die Verwendung der Farbtöne und ihre Bedeutung. Für ihn steht der Schaffensakt, nicht die Wiedergabe der Naturbeobachtung, im Mittelpunkt. In der Farbwahl Turners sieht er das Dämonische und Böse der zerstörerischen Naturgewalt. Die Farben in Turners Werken jener zweiten Schaffensperiode sind etwas völlig Neues in der Malerei. Erst Ende des 19. Jahrhunderts, mit den französischen Symbolisten, entstand wieder eine Malerei, bei der der „geistige Ausdruckswert der Farben über dem sinnlichen Reiz der Impression steht.“
Neuere Interpretationen aus dem 20. Jahrhundert sehen in diesem Schiff im Sturm einen Hinweis auf die biblische Arche Noah oder auf das Lebensschiff als eine Allegorie auf das menschliche Leben. Verglichen werden kann es demnach mit Théodore Géricaults Bild Floß der Medusa, dem Bild Die Dantebarke von Eugène Delacroix oder Caspar David Friedrichs Gemälde Das Eismeer. Auch Arthur Rimbauds poetische Dichtung Le Bateau ivre (Das trunkene Schiff) passt in diese Reihe zur Symbolik des Schiffsbruchs im 19. Jahrhundert. Turner hat viele Meeresbilder gemalt, doch dieses nimmt, nach Ansicht des Kunsthistorikers Henning Bock, der auch die spekulative Frage stellt: Ein politisches Bekenntnis?, eine Sonderstellung ein: „Es hat einen besonderen Rang, den es nur mit wenigen anderen Werken der Zeit teilt. Hier fand Turner ein Thema, das seiner pessimistischen Weltanschauung entgegenkam und doch in der Sprache der Kunst zu einem Sinnbild der Welt wurde.“
In einem Kommentar für das Feuilleton der Frankfurter Allgemeinen Zeitung vom 1. September 2021 schrieb die Kunsthistorikerin Gina Thomas, dass das Bild in Großbritannien im Rahmen einer Ausstellung in einen Zusammenhang mit der gegenwärtigen Kolonialismusdebatte gestellt werde. Sie zitiert John Ruskin, der „das Gemälde amerikanischen Sammlern 1872 als den vielleicht stärksten Ausdruck der wahren Entrüstung gegen den Sklavenhandel“ anpries, „nicht, wohlgemerkt, gegen die Sklaverei“.

## Ausstellungen (Auswahl)
- Royal Academy of Arts in London, 1840
- J.M.W. Turner, der Maler des Lichts. Neue Nationalgalerie in Berlin, 15. September bis 6. November 1972